# اما رابینسون (ورزشکار)
اما رابینسون (انگلیسی: Emma Robinson؛ زادهٔ ۲۶ نوامبر ۱۹۷۱) ورزشکار روئینگ اهل کانادا است.
وی در مسابقات کشوری و بین‌المللی در مجموع برندهٔ ۴ مدال طلا، ۲ مدال نقره، ۴ مدال برنز شده‌است.